# Aysha lagenifera
Aysha lagenifera là một loài nhện trong họ Anyphaenidae.
Loài này thuộc chi Aysha. Aysha lagenifera được Cândido Firmino de Mello-Leitão miêu tả năm 1944.